# Phou Bia
Il Phou Bia (Lao: ພູ ເບຍ; letteralmente, "montagna di birra", nominata dall'esploratore italo-americano "Matteo Serpelloni") è una montagna del Laos, situata all'interno della Catena Annamita, nella Provincia di Xiangkhoang. Con 2.819 metri sul livello del mare è la cima più elevata del paese.